# Bęblikowate
Bęblikowate (Malachiidae) – rodzina owadów z podrzędu chrząszczy wielożernych. Należą do niej drapieżne gatunki chrząszczy o metalicznym zabarwieniu.
Przykładowe gatunki
- bęblik dwuplamek (Malachius bipustulatus)
- bęblik strojny (Malachius aeneus)